# Wolf-Dieter Müller-Jahncke
Wolf-Dieter Müller-Jahncke (* 12. Februar 1944 in Kirchen (Sieg)) ist ein deutscher Apotheker und Honorarprofessor für Pharmaziegeschichte an der Universität Heidelberg. Er ist Autor zahlreicher Fachbücher.

## Leben
Nach seiner Approbation zum Apotheker im Jahr 1970 wurde Müller-Jahncke 1973 in Marburg im Fach Pharmaziegeschichte promoviert. Im Anschluss an seine Habilitation 1982, ebenfalls in Marburg, war er zunächst an der dortigen Universität tätig. 1988 übernahm er eine Honorarprofessur für Pharmaziegeschichte am heutigen Institut für Pharmazie und Molekulare Biotechnologie der Universität Heidelberg.
Auch außerhalb der Universität engagierte sich Müller-Jahncke vielfältig ehrenamtlich: von 1986 bis 1997 als Kurator des Deutschen Apotheken-Museums in Heidelberg, von 1993 bis 1995 als Präsident der Gesellschaft für Wissenschaftsgeschichte, ab 1997 als Sekretär und von 2001 bis 2009  als Präsident der Académie Internationale d' Histoire de la Pharmacie. 1998 gründete er das Hermann-Schelenz-Institut für Pharmazie- und Kulturgeschichte in Heidelberg e. V.
Müller-Jahncke ist Autor von 15 Büchern und mehreren hundert Zeitschriftenartikeln, seine  Veröffentlichungen umfassen Beiträge zur Pharmaziegeschichte, darunter Außenseitertherapie, Astrologie- und Magiegeschichte der frühen Neuzeit.
Müller-Jahncke führte von 1978 bis 2013 die Privilegierte Apotheke in Kirchen (Sieg).
Wolf-Dieter Müller-Jahncke ist Mitautor des von Wolfgang U. Eckart und Christoph Gradmann herausgegebenen Ärztelexikons, das 2006 in dritter Auflage erschien.

## Ehrungen
2010 wurde ihm für sein besonderes ehrenamtliches Engagement im akademischen und gesellschaftlichen Bereich das Bundesverdienstkreuz verliehen.

## Veröffentlichungen (Auswahl)
- Magie als Wissenschaft im frühen 16. Jahrhundert. Die Beziehungen zwischen Magie, Medizin und Pharmazie im Werk des Agrippa von Nettesheim (1486–1535). Marburg 1973, (Zugleich: Marburg, Universität, naturwissenschaftliche Dissertation, 1973).
- Johann Dryander und Heinrich Cornelius Agrippa von Nettesheim in ihrem Briefwechsel. In: Hessische Heimat. Band 25, Nr. 4, 1975, S. 91–98.
- „Deßhalben ich solichs an gefangen werck vnfolkomen ließ“. Das Herbar des ‚Codex Berleburg‘ als eine Vorlage des ‚Gart der Gesundheit‘. In: Deutsche Apothekerzeitung. Band 117, 1977, S. 1663–1671.
- Von Ficino zu Agrippa. Der Magie-Begriff des Renaissance-Humanismus im Überblick. In: Antoine Faivre, Rolf Christian Zimmermann (Hrsg.): Epochen der Naturmystik. hermetische Tradition im wissenschaftlichen Fortschritt. Schmidt, Berlin 1979, ISBN 3-503-01270-2, S. 24–51.
- als Herausgeber mit Peter Dilg, Guido Jüttner, Paul U. Unschuld: Perspektiven der Pharmaziegeschichte. Festschrift Rudolf Schmitz zum 65. Geburtstag. Akademische Druck- und Verlags-Anstalt, Graz 1983, ISBN 3-201-01216-5.
- Zum Magie-Begriff in der Renaissance-Medizin und -Pharmazie. In: Rudolf Schmitz, Gundolf Keil (Hrsg.): Humanismus und Medizin (= Deutsche Forschungsgemeinschaft. Mitteilungen der Kommission für Humanismusforschung. 11). Acta humaniora, Weinheim 1984, ISBN 3-527-17011-1, S. 99–116.
- Astrologisch-magische Theorie und Praxis in der Heilkunde der frühen Neuzeit (= Sudhoffs Archiv. Beiheft. 25). Steiner-Verlag-Wiesbaden, Stuttgart 1985, ISBN 3-515-03928-7 (Zugleich: Marburg, Universität, naturwissenschaftliche Habilitationsschrift, 1982).
- als Herausgeber mit Werner Dressendörfer: Orbis pictus. Kultur- und pharmaziehistorische Studien. Festschrift für Wolfgang-Hagen Hein zum 65. Geburtstag. Govi, Frankfurt am Main 1985, ISBN 3-7741-0005-5.
- als Hrsg. mit Joachim Telle: Heidelberger Studien zur Naturkunde der frühen Neuzeit. Franz Steiner Verlag Wiesbaden, Stuttgart 1989 ff.
- mit Werner Dressendörfer, Gundolf Keil: Älterer deutscher ‘Macer’ – Ortolf von Baierland: ‘Arzneibuch’ – ‘Herbar’ des Bernhard von Breidenbach – Färber- und Malerrezepte. Die oberrheinische medizinische Sammelhandschrift des Kodex Berleburg, Berlleburg, Fürstlich Sayn-Wittgenstein’sche Bibliothek, Cod. RT 2/6 (= Codices illuminati medii aevi. 13). Farbmikrofiche-Edition mit Einführung zu den Texten, Beschreibung der Pflanzenabbildungen und der Handschrift. Lengenfelder, München 1991, ISBN 3-89219-013-5.
- mit Christoph Friedrich, Julian Paulus: Geschichte der Arzneimitteltherapie. Deutscher Apotheker-Verlag, Stuttgart 1996, ISBN 3-7692-2038-2 (2., überarbeitete und erweiterte Auflage: mit Christoph Friedrich, Ulrich Meyer: Arzneimittelgeschichte. Wissenschaftliche Verlagsgesellschaft, Stuttgart 2005, ISBN 3-8047-2113-3).
- mit Frank Leimkugel: Vertriebene Pharmazie. Wissenstransfer durch deutsche und österreichisch-ungarische Apotheker nach 1933, Stuttgart: Wissenschaftliche Verlagsgesellschaft, 1999, ISBN 978-3-8047-1687-2.
- mit Christoph Friedrich: Von der Frühen Neuzeit bis zur Gegenwart (= Rudolf Schmitz (Hrsg.): Geschichte der Pharmazie. Band 2). Govi, Eschborn 2005, ISBN 3-7741-1027-1.
- Wonnecke, Johann. In: Wilhelm Kühlmann u. a. (Hrsg.): Killy Literaturlexikon. Band 12: Vo – Z. 2., vollständig überarbeitete Auflage. de Gruyter, Berlin u. a. 2011, ISBN 978-3-11-022038-4, S. 577 f.
- als Herausgeber mit Kathrin V. Pfister: Wer nicht wirbt, der stirbt. Historische Arzneimittelwerbung im Plakat. Govi, Eschborn 2015, ISBN 978-3-7741-1280-3.